# جينجر جونز
جينجر جونز (بالإنجليزية: Ginger Jones)‏ (1905 في المملكة المتحدة - 1986) هو ملاكم بريطاني، صنّف ضمن فئة وزن الريشة ‏.

## إحصائيات
خاض خلال مسيرته 43 نزالا، فاز في 28 وتعادل في 6 وخسر في 9. فاز بالضربة القاضية في 6 نزالات.

## روابط خارجية
- جينجر جونز على موقع بوكس ريك (الإنجليزية) (registration required)